# Temporada 2010 de las Grandes Ligas de Béisbol
Posiciones finales en temporada regular, líderes individuales, postemporada y distinciones individuales en la Temporada 2010 de las Grandes Ligas de Béisbol.

## Temporada regular

### Liga Americana
| División Este        | División Este | División Este | División Este | División Este | División Este | División Este |
| Equipo               | V             | D             | CTE           | JD            | LOCAL         | VISITA        |
| -------------------- | ------------- | ------------- | ------------- | ------------- | ------------- | ------------- |
| Tampa Bay Rays (1)   | 96            | 66            | .593          | —             | 49–32         | 47–34         |
| New York Yankees (4) | 95            | 67            | .586          | 1             | 52–29         | 43–38         |
| Boston Red Sox       | 89            | 73            | .549          | 7             | 46–35         | 43–38         |
| Toronto Blue Jays    | 85            | 77            | .525          | 11            | 45-33         | 40-44         |
| Baltimore Orioles    | 66            | 96            | .407          | 30            | 37–44         | 29–52         |

| División Central    | División Central | División Central | División Central | División Central | División Central | División Central |
| Equipo              | V                | D                | CTE              | JD               | LOCAL            | VISITA           |
| ------------------- | ---------------- | ---------------- | ---------------- | ---------------- | ---------------- | ---------------- |
| Minnesota Twins (2) | 94               | 68               | .580             | —                | 53-28            | 41-40            |
| Chicago White Sox   | 88               | 74               | .543             | 6                | 45–36            | 43–38            |
| Detroit Tigers      | 81               | 81               | .500             | 13               | 52–29            | 29–52            |
| Cleveland Indians   | 69               | 93               | .426             | 25               | 38–43            | 31–50            |
| Kansas City Royals  | 67               | 95               | .414             | 27               | 38–43            | 29–52            |

| División Oeste    | División Oeste | División Oeste | División Oeste | División Oeste | División Oeste | División Oeste |
| Equipo            | V              | D              | CTE            | JD             | LOCAL          | VISITA         |
| ----------------- | -------------- | -------------- | -------------- | -------------- | -------------- | -------------- |
| Texas Rangers (3) | 90             | 72             | .556           | —              | 51-30          | 39-42          |
| Oakland Athletics | 81             | 81             | .500           | 9              | 47–34          | 34–47          |
| Anaheim Angels    | 80             | 82             | .494           | 10             | 43–38          | 37–44          |
| Seattle Mariners  | 61             | 101            | .377           | 29             | 35-46          | 26–55          |

### Liga Nacional
| División Este             | División Este | División Este | División Este | División Este | División Este | División Este |
| Equipo                    | V             | D             | CTE           | JD            | LOCAL         | VISITA        |
| ------------------------- | ------------- | ------------- | ------------- | ------------- | ------------- | ------------- |
| Philadelphia Phillies (1) | 97            | 65            | .599          | —             | 54-30         | 43-35         |
| Atlanta Braves (4)        | 91            | 71            | .562          | 6             | 56–25         | 35–46         |
| Florida Marlins           | 80            | 82            | .494          | 17            | 41–40         | 39–42         |
| New York Mets             | 79            | 83            | .488          | 18            | 47–34         | 32–49         |
| Washington Nationals      | 69            | 93            | .426          | 28            | 41–40         | 28–53         |

| División Central    | División Central | División Central | División Central | División Central | División Central | División Central |
| Equipo              | V                | D                | CTE              | JD               | LOCAL            | VISITA           |
| ------------------- | ---------------- | ---------------- | ---------------- | ---------------- | ---------------- | ---------------- |
| Cincinnati Reds (3) | 91               | 71               | .562             | —                | 49–32            | 42-39            |
| St. Louis Cardinals | 86               | 76               | .531             | 5                | 52–29            | 34–47            |
| Milwaukee Brewers   | 77               | 85               | .475             | 14               | 40-41            | 37–44            |
| Houston Astros      | 76               | 86               | .469             | 15               | 42–39            | 34–47            |
| Chicago Cubs        | 75               | 87               | .463             | 16               | 35–46            | 40–41            |
| Pittsburgh Pirates  | 57               | 105              | .352             | 34               | 40–41            | 17–64            |

| División Oeste           | División Oeste | División Oeste | División Oeste | División Oeste | División Oeste | División Oeste |
| Equipo                   | V              | D              | CTE            | JD             | LOCAL          | VISITA         |
| ------------------------ | -------------- | -------------- | -------------- | -------------- | -------------- | -------------- |
| San Francisco Giants (2) | 92             | 70             | .568           | —              | 49–32          | 43–38          |
| San Diego Padres         | 90             | 72             | .556           | 2              | 45–36          | 45–36          |
| Colorado Rockies         | 83             | 79             | .512           | 9              | 52–29          | 31–50          |
| Los Angeles Dodgers      | 80             | 82             | .494           | 12             | 45–36          | 35–46          |
| Arizona Diamondbacks     | 65             | 97             | .401           | 27             | 40–41          | 25–56          |

## Juego de las Estrellas
- Día: 13 de julio
- Estadio: Angel Stadium of Anaheim
- Lugar: Anaheim, California
- Asistencia: 45.408
- Umpires:  HP - Mike Reilly, 1B - Mike Winters, 2B - Brian O'Nora, 3B - Laz Díaz, LF - Bruce Dreckman, RF - Jim Wolf

| Equipo                                                       | 1 | 2 | 3 | 4 | 5 | 6 | 7 | 8 | 9 | C | H | E |
| ------------------------------------------------------------ | - | - | - | - | - | - | - | - | - | - | - | - |
| Liga Nacional                                                | 0 | 0 | 0 | 0 | 0 | 0 | 3 | 0 | 0 | 3 | 7 | 1 |
| Liga Americana                                               | 0 | 0 | 0 | 0 | 1 | 0 | 0 | 0 | 0 | 1 | 6 | 0 |
| G: Matt Capps (1-0) P: Phil Hughes (0-1) S: Johnatan Broxton |   |   |   |   |   |   |   |   |   |   |   |   |

### Jugador más valioso
| Jugador      | Equipo |
| ------------ | ------ |
| Brian McCann | ATL    |

- Baseball Reference: All Star Game 2010

## Postemporada
|  | Serie Divisional | Serie Divisional      | Serie Divisional |   |                 | Campeonato de la Liga | Campeonato de la Liga | Campeonato de la Liga |  |  | Serie Mundial | Serie Mundial | Serie Mundial |
|  |                  |                       |                  |   |                 |                       |                       |                       |  |  |               |               |               |
|  | 1                | Tampa Bay Rays        | 2                |   |                 |                       |                       |                       |  |  |               |               |               |
|  | 3                | Texas Rangers         | 3                |   |                 |                       |                       |                       |  |  |               |               |               |
|  | 3                | Texas Rangers         | 3                |   | 1               | Texas Rangers         | 4                     |                       |  |  |               |               |               |
|  | Liga Americana   |                       |                  |   | 1               | Texas Rangers         | 4                     |                       |  |  |               |               |               |
|  |                  | 4                     | New York Yankees | 2 |                 |                       |                       |                       |  |  |               |               |               |
|  | 2                | 4                     | New York Yankees | 2 | Minnesota Twins | 0                     |                       |                       |  |  |               |               |               |
|  | 2                |                       |                  |   | Minnesota Twins | 0                     |                       |                       |  |  |               |               |               |
|  | 4                | New York Yankees      | 3                |   |                 |                       |                       |                       |  |  |               |               |               |
|  |                  |                       |                  |   |                 |                       |                       |                       |  |  | AL1           | Texas Rangers | 1             |
|  |                  | NL1                   | S.F. Giants      | 4 |                 |                       |                       |                       |  |  |               |               |               |
|  | 1                | Philadelphia Phillies | 3                |   |                 |                       |                       |                       |  |  |               |               |               |
|  | 2                | Cincinnati Reds       | 0                |   |                 |                       |                       |                       |  |  |               |               |               |
|  | 2                | Cincinnati Reds       | 0                |   | 1               | Philadelphia Phillies | 2                     |                       |  |  |               |               |               |
|  | Liga Nacional    |                       |                  |   | 1               | Philadelphia Phillies | 2                     |                       |  |  |               |               |               |
|  |                  | 3                     | S.F. Giants      | 4 |                 |                       |                       |                       |  |  |               |               |               |
|  | 3                | 3                     | S.F. Giants      | 4 | S.F. Giants     | 3                     |                       |                       |  |  |               |               |               |
|  | 3                |                       |                  |   | S.F. Giants     | 3                     |                       |                       |  |  |               |               |               |
|  | 4                | Atlanta Braves        | 1                |   |                 |                       |                       |                       |  |  |               |               |               |

1: Campeón División Este, 2: Campeón División Central, 3: Campeón División Oeste, 4: Comodín

|                              |
| Campeón San Francisco Giants |

## Líderes de la liga

### Liga Americana

#### Bateo
| Estadística         | Jugador        | Equipo | Marca |
| ------------------- | -------------- | ------ | ----- |
| Average de bateo    | Josh Hamilton  | TEX    | .359  |
| Home runs           | José Bautista  | TOR    | 54    |
| Carreras impulsadas | Miguel Cabrera | DET    | 126   |
| Hits                | Ichiro Suzuki  | SEA    | 214   |
| Robos de base       | Juan Pierre    | CHW    | 68    |
| Carreras anotadas   | Mark Teixeira  | NYY    | 113   |

#### Lanzadores
| Estadística      | Jugador                   | Equipo  | Marca |
| ---------------- | ------------------------- | ------- | ----- |
| Victorias        | C. C. Sabathia            | NYY     | 21    |
| Ponches          | Jered Weaver              | LAA     | 233   |
| Efectividad      | Félix Hernández           | SEA     | 2,27  |
| Juegos salvados  | Rafael Soriano            | TBR     | 45    |
| Juegos completos | Carl Pavano Cliff Lee     | MIN TEX | 7     |
| Blanqueadas      | Carl Pavano Dallas Braden | MIN OAK | 2     |

### Liga Nacional

#### Bateo
| Estadística         | Jugador         | Equipo | Marca |
| ------------------- | --------------- | ------ | ----- |
| Average de bateo    | Carlos González | COL    | .336  |
| Home runs           | Albert Pujols   | STL    | 42    |
| Carreras impulsadas | Albert Pujols   | STL    | 118   |
| Hits                | Carlos González | COL    | 197   |
| Robos de base       | Michael Bourn   | HOU    | 52    |
| Carreras anotadas   | Albert Pujols   | STL    | 118   |

#### Lanzadores
| Estadística      | Jugador      | Equipo | Marca |
| ---------------- | ------------ | ------ | ----- |
| Victorias        | Roy Halladay | PHI    | 21    |
| Ponches          | Tim Lincecum | SFG    | 231   |
| Efectividad      | Josh Johnson | FLA    | 2,30  |
| Juegos salvados  | Brian Wilson | SFG    | 48    |
| Juegos completos | Roy Halladay | PHI    | 9     |
| Blanqueadas      | Roy Halladay | PHI    | 4     |

### Distinciones individuales

#### Jugador más valioso de la Serie Mundial
| Jugador        | Equipo |
| -------------- | ------ |
| Edgar Renteria | SFG    |

#### Jugadores más valiosos de las Series por el Campeonato de Liga
| Jugador (LA)  | Equipo | Jugador (LN) | Equipo |
| ------------- | ------ | ------------ | ------ |
| Josh Hamilton | TEX    | Cody Ross    | SFG    |

## Distinciones individuales para temporada regular
| Distinción               | Galardonado (LA) | Equipo                              | Galardonado (LN) | Equipo                          |
| ------------------------ | --- | ----------------------------------- | --- | ------------------------------- |
| MVP                      | Josh Hamilton | TEX                                 | Joey Votto | CIN                             |
| Premio Cy Young          | Félix Hernández | SEA                                 | Roy Halladay | PHI                             |
| Novato del año           | Neftalí Feliz | TEX                                 | Buster Posey | SFG                             |
| Rolaids Relief Man Award | Rafael Soriano | TBR                                 | Heath Bell | SDP                             |
| Mánager del año          | Ron Gardenhire | MIN                                 | Bud Black | SDP                             |
| Guante de Oro            | Mark Buehrle (P) Joe Mauer (C) Mark Teixeira (1B) Robinson Cano (2B) Evan Longoria (3B) Derek Jeter (SS) Franklin Gutiérrez (CF) Carl Crawford (LF) Ichiro Suzuki (RF)      | CHW MIN NYY TBR NYY SEA TBR SEA     | Bronson Arroyo (P) Yadier Molina (C) Albert Pujols (1B) Brandon Phillips (2B) Scott Rolen (3B) Troy Tulowitzki (SS) Michael Bourn (CF) Shane Victorino (CF) Carlos González (LF) | CIN STL CIN COL HOU PHI COL     |
| Silver Slugger Award     | Joe Mauer (C) Miguel Cabrera (1B) Robinson Cano (2B) Adrián Beltré (3B) Alexei Ramírez (SS) Josh Hamilton (OF) Carl Crawford (OF) José Bautista (OF) Vladimir Guerrero (DH) | MIN DET NYY BOS CHW TEX TBR TOR TEX | Yovani Gallardo (P) Brian McCann (C) Albert Pujols (1B) Dan Uggla (2B) Ryan Zimmerman (3B) Troy Tulowitzki (SS) Carlos González (OF) Matt Holliday (OF) Ryan Braun (OF)          | MIL ATL STL FLA WSN COL STL MIL |
| Premio Hank Aaron        | José Bautista | TOR                                 | Joey Votto | CIN                             |